# 5-я кавалерийская дивизия
Щежец
5-я кавалерийская дивизия (5 кд) — кавалерийское соединение (кавалерийская дивизия) РККА Вооружённых Сил СССР.

## История
Дивизия образована 14 августа 1924 года переименованием 2-й Ставропольской кавалерийской дивизии имени тов. Блинова в 5-ю Ставропольскую кавалерийскую дивизию имени товарища Блинова (2-го формирования).
В 1923—1924 годах 27 кп воевал с басмачами Восточной Бухары.
В 1925—1926 годах дивизия участвует в военных походах в Чечню, Осетию и Дагестан.
Дивизия дислоцировалась в Северо-Кавказском военном округе (далее СКВО) и с 1928 г. входила в состав 4-го кавалерийского корпуса (формирования 1928 г.) (далее 4-й кк).
В 1930 г. дивизия участвует в подавлении контрреволюционного восстания в Чечне.
В 1932 г. дивизия передислоцирована в Украинский военный округ (далее УкрВО) и вошла в состав 2-го кавалерийского корпуса (далее 2 кк).
17 мая 1935 г. УкрВО разделён на Киевский и Харьковский военные округа. 2 кк вошёл в состав Киевского военного округа (далее КВО).
26 июля 1938 г. Главный Военный совет Красной Армии Киевский военный округ преобразовал в Киевский Особый военный округ (далее КОВО) и создал в округе армейские группы. 5 кд 2 кк вошла в состав Кавалерийской армейской группы КОВО.
В сентябре — октябре 1938 г. 5-я кавдивизия, входившая в состав 2-го кавкорпуса Кавалерийской армейской группы КОВО, приводилась в боевую готовность для оказания военной помощи Чехословакии.
В сентябре — октябре 1939 г. дивизия участвовала в ххПольский поход Красной армии (1939)/военном походе Красной Армии в восточные районы Польшиъъ на захваченную ей Западную Украину. Дивизия входила во 2 кк в Волочискую армейскую группу (с 16.09), Восточную армейскую группу (с 24.09), 6-ю армию (с 28.09) Украинского фронта.
В июне — июле 1940 г. соединение участвовало в военном походе в Румынию на захваченную ей Северную Буковину в составе 12-й армии Южного фронта.
В апреле 1941 г. дивизия и управление 2 кк прибыло в Одесский военный округ (далее ОдВО). Дислоцировалась она в Молдавской Советской Социалистической Республике.
22 июня 1941 г. 5 кд 2 кк вошла в состав 9-й отдельной армии. 25 июня 9-я отдельная армия вошла в состав Южного фронта. Дивизия участвовала в боях в Молдавии, на юге, в центре и на северо-востоке Украины.
С 22 июня по 26 ноября 1941 г. дивизия в составе 2 кк участвовала в Великой Отечественной войне советского народа против захватчиков гитлеровской Германии. их сателлитов и союзников.
Дивизия участвовала в боях у г. Белгорода, у г. Короча в России. В начале ноября 1941 г. из района г. Новый Оскол (в 2012 г. в Белгородской области) по железной дороге доставлена под г. Москву. С 9 ноября дивизия 2 кк вошла в состав Западного фронта.
21 ноября 1941 года 2-й кавалерийский корпус перешёл к обороне.
26 ноября 1941 г. дивизия за мужество и героизм преобразована в 1-ю гвардейскую кавалерийскую дивизию.
Управление дивизии дислоцировалось:
- … в РСФСР (с 14 августа 1924).
- г. Житомир в Украинской ССР (1932—1938).
- г. Славута в Украинской ССР (1938 — 16.09.1939).
- В военном походе в Украинском фронте (сентябрь — октябрь 1939).
- В районе г. Львов, Щирец, Николаев в Западной Украине, Украинской ССР (октябрь 1939 — июнь 1940).
- В военном походе в Южном фронте (июнь — июль 1940).
- Г. Львов (июль — декабрь 1940).
- Г.Старо-Константинов в Украинской ССР (декабрь 1940 — апрель 1941).
- Ст. Париж в Молдавской ССР (апрель — 22.06.1941).
- В боях на советско-румынской границе на юге Молдавии (июнь 1941).
- В боях в центральной части Молдавии (южнее г. Бельцы на 35 км и северо-восточнее приграничных Скулян на 20 км), оборона на р. Днестр в Молдавии, оборона г. Балта на Украине, (июль 1941).
- В боях у г. Вознесенск (ныне Николаевская область) (конец июля — начало августа 1941).
- Бои на подступах к г. Кривой Рог (август 1941).
- Бои восточнее г. Харькова, Белгорода, (сентябрь — октябрь 1941).
- Бои под г. Москвой в России (ноябрь 1941).

## В составе
| На дату                   | Фронт                                | Армия                          | Корпус                                     |
| с 14.08.1924 — …          | Северо-Кавказский военный округ      |                                |                                            |
| с 1928—1932               | Северо-Кавказский военный округ      |                                | 4-й кавалерийский корпус формирования 1928 |
| с 1932 — 17.05.1935       | Украинский военный округ             |                                | 2-й кавалерийский корпус                   |
| с 17.05.1935 — 26.07.1938 | Киевский военный округ               |                                | 2-й кавалерийский корпус                   |
| 26.07.1938 — 16.09.1939   | Киевский Особый военный округ        | Кавалерийская армейская группа | 2-й кавалерийский корпус                   |
| 16 — 24.09.1939           | Украинский фронт                     | Волочиская армейская группа    | 2-й кавалерийский корпус                   |
| 24 — 28.09.1939           | Украинский фронт                     | Восточная армейская группа     | 2-й кавалерийский корпус                   |
| 28.09 — октябрь 1939      | Украинский фронт                     | 6-я армия                      | 2-й кавалерийский корпус                   |
| октябрь 1939 — 20.06.1940 | Киевский Особый военный округ        | Кавалерийская армейская группа | 2-й кавалерийский корпус                   |
| 20.06 — июль 1940         | Южный фронт                          | 12-я армия                     | 2-й кавалерийский корпус                   |
| апрель — 22.06.1941       | Одесский военный округ               |                                | 2-й кавалерийский корпус                   |
| 22-25.06.1941             |                                      | 9-я отдельная армия            | 2-й кавалерийский корпус                   |
| с 25.06.1941              | Южный фронт                          | 9-я отдельная армия            | 2-й кавалерийский корпус                   |
| со 2.08.1941              | Южный фронт                          |                                | 2-й кавалерийский корпус                   |
| сентябрь 1941             | Юго-Западное направление             |                                | 2-й кавалерийский корпус                   |
| ноябрь 1941               | Ставка Верховного Главнокомандования |                                | 2-й кавалерийский корпус                   |
| 9 — 26.11.1941            | Западный фронт                       |                                | 2-й кавалерийский корпус                   |
| ------------------------- | ------------------------------------ | ------------------------------ | ------------------------------------------ |

## Командование
Командиры дивизии:
- Шапкин, Тимофей Тимофеевич (07.22-24).[2]
- Апанасенко, Иосиф Родионович (23.05.24 — 15.10.1929).[2]
- Никитин, Иван Семенович комбриг (1.02.33-03.36).[2]
- Провоторов, Николай Владимирович полковник (11.04.36 — уволен и арестован в 37/38 г.).[2]
- Шестопалов, Николай Михайлович.[2]
- Шарабурко, Яков Сергеевич комбриг (03.38-03.41).[2]
- Баранов, Виктор Кириллович полковник, с 24.07.41 г. генерал-майор (14.03-26.11.1941 г.).[2]

## Состав
На август 1924 г.:
- Управление дивизии.
- 1-я кавалерийская бригада:
  - 25-й Заамурский кавалерийский полк.[2]
  - 26-й Белозерский кавалерийский полк.[2]
- 2-я кавалерийская бригада:
  - 27-й Быкадоровский кавалерийский полк.[2]
  - 28-й Таманский кавалерийский полк.[2]
- 3-я кавалерийская бригада:
  - 29-й Сталинград-Камышинский кавалерийский полк.[2]
  - 30-й Саратовский кавалерийский полк.[2]
- Дивизионные части.

На 1925—1927 гг.:
- Управление дивизии.
- 1-я кавалерийская бригада:
  - 25-й кавалерийский Заамурский полк.[2]
  - 26-й кавалерийский Белозерский полк.[2]
- 2-я кавалерийская бригада:
  - 27-й кавалерийский Быкадоровский полк.[2]
  - 28-й кавалерийский Таманский полк.[2]
- 3-я кавалерийская бригада:
  - 29-й кавалерийский Камышинский полк.[2]
  - 30-й кавалерийский Саратовский полк.[2]
- Дивизионные части:
  - 5-й конно-артиллерийский дивизион.[2]
  - 5-й отдельный сапёрный эскадрон.[2]
  - 5-й отдельный эскадрон связи.[2]

На 29.02.1928 г.:
- Управление дивизии.
- 1-я кавалерийская бригада:
  - 25-й Заамурский Краснознамённый[3] кавалерийский полк.[2]
  - 26-й Белозерский кавалерийский полк.[2]
- 2-я кавалерийская бригада:
  - 27-й Быкадоровский кавалерийский полк.[2]
  - 28-й Таманский кавалерийский полк.[2]
- 3-я кавалерийская бригада:
  - 29-й Сталинград-Камышинский Краснознамённый[3] кавалерийский полк.[2]
  - 30-й Саратовский кавалерийский полк.[2]
- Дивизионные части:
  - 5-й конно-артиллерийский дивизион.
  - 5-й отдельный сапёрный эскадрон.
  - 5-й отдельный эскадрон связи.

На 1932 г. в составе 4-го кк СКВО:
- Управление дивизии в г. Житомире.[2]
- 1-я кавалерийская бригада:
  - 25-й Заамурский Краснознамённый кавалерийский полк.[2]
  - 26-й Белозерский кавалерийский полк.[2]
- 2-я кавалерийская бригада:
  - 27-й Быкадоровский кавалерийский полк.[2]
  - 28-й Таманский кавалерийский полк.[2]
- 3-я кавалерийская бригада:
  - 29-й Сталинград-Камышинский Краснознамённый кавалерийский полк.[2]
  - 30-й Саратовский кавалерийский полк.[2]
- Дивизионные части:
  - 8-й конно-артиллерийский дивизион.[2]
  - …-й отдельный сапёрный эскадрон.
  - …-й отдельный эскадрон связи.

На 1932 г. в составе 2-го кк УкрВО:
- Управление дивизии в г. Житомире.[2]
  - 26-й Белозерский кавалерийский полк.[2]
  - 28-й Таманский кавалерийский полк.[2]
  - 29-й Сталинград-Камышинский Краснознамённый кавалерийский полк.[2]
  - 30-й Саратовский кавалерийский полк.[2]
- Дивизионные части:
  - 5-й механизированный полк.[2]
  - 5-й конно-артиллерийский полк.[2]
  - 5-й отдельный сапёрный эскадрон.
  - 5-й отдельный эскадрон связи.

На 1935—1939 гг. в составе 2-го кк УкрВО, с 17.05.1935 г. КВО, с 26.07.1938 г. КОВО:
- Управление дивизии.
- 26-й кавалерийский Белоозерский полк.[2]
- 28-й кавалерийский Таманский полк.[2]
- 29-й кавалерийский Сталинград-Камышинский Краснознамённый полк.[2]
- 30-й кавалерийский Саратовский Краснознамённый полк.[2]
- Дивизионные части:
  - 5-й механизированный полк.[2]
  - 5-й конно-артиллерийский полк.[2]
  - 5-й отдельный эскадрон связи.[2]
  - 5-й отдельный сапёрный эскадрон.[2]

На 1939 г. — 26.11.1941 г.:
- Управление дивизии.
- 11-й кавалерийский Саратовский Краснознаменный полк.[2]
- 96-й кавалерийский Белозерский полк.[2]
- 131-й кавалерийский Таманский полк.[2]
- 160-й кавалерийский Камышинский полк.[2]
- Дивизионные части:
  - 32-й танковый полк.[2]
  - 38-й конно-артиллерийский дивизион.[2]
  - 66-й отдельный зенитно-артиллерийский дивизион.[2]
  - 38-й артиллерийский парк.[2]
  - …-й разведывательный эскадрон.[2]
  - 20-й сапёрный эскадрон.[2]
  - 36-й отдельный эскадрон связи.[2]
  - 3-й медико-санитарный эскадрон.[2]
  - 22-й ремонтно-восстановительный батальон.[2]
  - 5-й отдельный эскадрон химической защиты.[2]
  - 29-й продовольственный транспорт.[2]
  - 24-й дивизионный ветеринарный лазарет.[2]
  - 329-й полевой автохлебозавод.[2]
  - 266-я полевая почтовая станция.[2]
  - 377-я полевая касса Госбанка.[2]
  - 18-й автотранспортный эскадрон.[2]

## Боевая деятельность
1924 год
Дивизия образована приказом председателя РВС СССР от 14 августа 1924 г. переименованием 2-й Ставропольской кавалерийской дивизии имени тов. Блинова в 5-ю Ставропольскую кавалерийскую дивизию имени т. Блинова (2-го формирования).
При переименовании полки также сменили нумерацию:
7-й кп переименован в 25-й Заамурский кп;
8-й — в 26-й Белозерский;
9-й — в 27-й Быкадоровский;
10-й — в 28-й Таманский;
11-й — в 29-й Сталинград-Камышинский;
12-й — в 30-й Саратовский.
1925 год. В 1925—1926 годах дивизия участвует в военном походе в Чечню, Осетию и Дагестан.
1926 год. 1-я кавалерийская бригада дивизии в составе 25-го и 27-го кавалерийских полков переформирована в территориальную Майкопскую кавалерийскую бригаду.
1928 год
Дивизия входила в состав 4-го кавалерийского корпуса (формирования 1928 г.) (5-я кд, 11-я кд, 12-я кд) Северо-Кавказского военного округа.
29 февраля 1928 г. 25-й и 29-й кавалерийские полки награждены Орденами Красного Знамени.
1930 год
В 1930 г. дивизия подавляет контрреволюционное восстание в Чечне.
1932 год
Дивизия в составе 26, 28, 29, 30-го кавалерийских полков и 8-го конартдива передислоцируется на советско-польскую границу в УкрВО в состав 2-го кк с размещением в г. Житомире.
25-й и 27-й кавалерийские полки убыли из состава дивизии. В дивизии формируется 5-й механизированный полк и 8-й конно-артиллерийский дивизион развёртывается в 5-й конно-артиллерийский полк.
Состав дивизии:
- Управление дивизии.
  - 26-й Белозерский кавалерийский полк.[2]
  - 28-й Таманский кавалерийский полк.[2]
  - 29-й Сталинград-Камышинский Краснознамённый кавалерийский полк.[2]
  - 30-й Саратовский кавалерийский полк.[2]
  - 5-й механизированный полк.[2]
  - 5-й конно-артиллерийский полк.[2]

1938 год
Дивизия перемещается ближе к границе из г. Житомира в г. Славуту.
В этом году в составе дивизии происходят изменения: расформировывается 5-й конно-артиллерийский полк, а вместо него формируется артдивизион трёхбатарейного состава. 5-й механизированный полк убывает в г. Читу, а вместо него в состав дивизии включается 26-й механизированный полк расформированной 26-й кавалерийской дивизии 7-го кавалерийского корпуса.
26 июля 5-я кд 2-го кк (3, 5, 14-я кд) вошла в состав Кавалерийской армейской группы КОВО.
20 сентября для оказания помощи Чехословакии войска Кавалерийской армейской группы по директиве народного комиссара обороны К. Е. Ворошилова приводятся в боевую готовность и выводятся к государственной границе СССР. 2-й кавалерийский корпус (3-я кавалерийская дивизия, 5-я кавалерийская дивизия и 14-я кавалерийская дивизия (формирования 1930 г.)) выдвигался в район западнее г. Новоград-Волынского и г. Шепетовки. Подготовка к действиям должна была закончиться до 23 сентября.,
Войска армейской группы находились в боевой готовности вблизи государственной границы СССР до октября. После захвата Германией Судетской области Чехословакии боевая готовность была отменена.
1939 год
Дивизия размещается в г. Славута.
16 сентября
5-я кд входила в состав 2-го кк (3, 5, 14-я кд, 24-я лтбр, корпусные части) Волочиской армейской группы Украинского фронта.
Волочиская группа находилась на фронте Теофиполь — Войтовцы. Группа имела задачу наступать на г. Тарнополь, Езерну и Козову, в дальнейшем выйти на фронт Буск — Перемышляны и далее на г. Львов. 2-й кк наступал на правом фланге армейской группы.
Накануне вступления на территорию Западной Украины личный состав армейской группы был ознакомлен с обращением Военного совета фронта. В нём говорилось, что военнослужащие Красной армии идут в Западную Украину как освободители украинских и белорусских братьев от гнёта и эксплуатации, от власти помещиков и капиталистов.
17 сентября
Штурмовые группы пограничников и красноармейцев-кавалеристов начали боевые действия. В 5.00 передовые отряды дивизии и штурмовые отряды пограничных войск НКВД перешли границу и разгромили польскую пограничную охрану.
С 5.00 до 8.00 советские войска сломили незначительное сопротивление польских пограничников в глубине обороны. Войска дивизии перестроились из боевого порядка в походный и двинулись в сторону г. Тарнополя.
Передовые подвижные отряды армейской группы к 19.00 вступили в г. Тарнополь с востока. В 19.00 с севера в г. Тарнополь вошли 11 танков танкового полка 5-й кд, но не зная обстановки, командиры-танкисты приняли решение атаку начинать на рассвете. К ночи 5-я кд проходила севернее г. Тарнополя к реке Серет.
18 сентября
Утром дивизии корпуса форсировали р. Серет.
В 10.00 командир 2-го кк комдив Ф. Я. Костенко получил приказ командующего войсками Украинского фронта форсированным маршем двинуться к г. Львову и овладеть городом. 3, 5, 14-я кд корпуса были остановлены для отдыха лошадей. Командир корпуса создал сводный моторизованный отряд под командованием командира 5-й кд комбрига И. Шарабурко, состоявший из 600 спешенных кавалеристов и посаженных на танки танкового полка 5-й кд и танкового батальона 24-й лтбр под командованием командира 24-й лтбр полковника П. С. Фотченкова. Отряд двинулся к г. Львову.
Основные силы 5-й кд вошли в г. Тарнополь и приступили к очистке города от разрозненных групп польских офицеров, жандармов и жителей, оказывавших сопротивление с оружием в руках. В ходе боевых столкновений в городе между 10.20 и 14.00 дивизия потеряла 3 человека убитыми и 37 ранеными. Одновременно с войсками 5-й кд в город вступили 96-я и 97-я сд 17-го ск. Ими в плен были взяты до 600 польских военнослужащих.
19 сентября
Сводный моторизованный отряд 2-го кк около 2.00 подошёл ко Львову. Советские танкисты вступили в бой с польским гарнизоном.
К утру 2-й кк занял г. Злочув (ныне Золочев).
20 сентября
В 16.20 2-му кк были подчинены из 17-го ск 38-я лтбр, 10-я ттбр и сводный отряд 96-й и 97-й стрелковых дивизий. По приказу командования в войсках началась подготовка к штурму г. Львова, намеченного на 9.00 21 сентября.
21 сентября
00.00.Львов. Советские войска занимали позиции вокруг города, одновременно готовясь к атаке города, назначенной на 9.00: 14-я кд должна была атаковать город с севера и северо-востока, сводный отряд 96-й и 97-й сд 17-го ск с 38-й лтбр — с востока; 5-я кд вместе с 10-й ттбр — с юго-востока, а 3-я кд — с юга и юго-запада.
В 9.00 советские войска в боевых порядках двинулись к городу Львову, но польское командование запросило снова переговоры и советское командование вернуло свои соединения в исходное положение.
22 сентября
В 11.00 в результате советско-польских переговоров было подписано соглашение о «передаче города Львова войскам Советского Союза». В 14.00 польские войска в Львове стали складывать оружие. В 15.00 2-й кк, и 5-я кд в том числе, в пешем строю, танки 24-й, 38-й и 10-й танковых бригад, вступили в город Львов.
Взятие г. Львова войсками Волочиской армейской группы явилось выполнением поставленной задачи войскам фронта 16 сентября 1939 г.
23 сентября
К вечеру в г. Львове был наведён порядок и основные силы советских войск были выведены на его окраины.
24 сентября
24 сентября Волочиская армейская группа переименована в Восточную армейскую группу.
25 сентября
Командующий войсками группы комкор Голиков Ф. И. с рассветом отдал приказ войскам армейской группы возобновить движение на запад. Быстроходные лёгкие танки БТ и кавалерия 3, 5 и 14-й кавалерийских дивизий и быстроходные лёгкие танки БТ 24-й лтбр 2-го кк вступили в м. Жолкев Нестеров.
28 сентября
С 17 по 28 сентября 5-я кд входила в состав Действующей армии.
Восточная армейская группа переименована в 6-ю армию.
Войска 2-го кк (3-я и 5-я кд, 24-я лтбр, без 14-й кд) вышли в район Буковина, Добча, Дзикув и выставили дозоры на реке Сан, 24-я лтбр дошла до Цешанува.
29 сентября
К вечеру дивизии 17-го ск вышли в район Буковина, Добча, Тарногруд, и сменили части 2-го кк на охране р. Сан. К 29 сентября войска 6-й армии вышли на среднее течение р. Сан от Билгорая до Перемышля.
4 октября. После военного похода дивизия дислоцируется в г. Львов, м. Щежец, м. Миколаюв.
1940 год. В декабре живизия передислоцирована из г. Львова в г. Старо-Константинов.
1941 год
1 января управление дивизии находилось в г. Старо-Константинов.
В конце апреля управление 2-го кавалерийского корпуса и 5-я кавалерийская дивизия из КОВО передислоцированы в ОдВО. Управление корпуса размещено в Романовке (см. Романовка и Бессарабка) Молдавской ССР. 5-я кд размещена на станции Париж. В состав корпуса вошли 5-я кавалерийская дивизия и 9-я кавалерийская дивизия, находившаяся в Молдавии на охране государственной границы.,,,
21 июня
Состав 5-й кд:
- Управление дивизии
- 11-й кавалерийский Саратовский Краснознамённый полк.
- 96-й кавалерийский Белозерский полк
- 131-й кавалерийский Таманский полк
- 160-й кавалерийский Камышинский полк
- Дивизионные части:
  - 32-й танковый полк
  - 38-й конно-артиллерийский дивизион
  - 66-й отдельный зенитно-артиллерийский дивизион
  - 38-й артиллерийский парк
  - …-й разведывательный эскадрон
  - 20-й сапёрный эскадрон
  - 36-й отдельный эскадрон связи
- Другие дивизионные части

## Великая Отечественная война
22 июня. Дивизия находилась на ст. Париж в 120—140 км восточнее пограничной реки Прут. Командир дивизии полковник Баранов В. К.,
Примерно в 3.00 дивизия была поднята по тревоге и получила приказ выдвинуться ближе к государственной границе.
23 июня дивизия заканчивала марш и сосредоточивалась в районе Баймаклия.
26 июня вечером командир корпуса генерал-майор П. А. Белов вместе с заместителем командира корпуса по политической части бригадным комиссаром Крайнюковым проверили состояние двух полков 5-й кд. 11-й кп дивизии под командованием подполковника Зубова П. И. за двое суток совершил марш 170 км.
30 июня. После отмобилизования 5-я кд состояла из четырёх кавалерийских полков, танкового полка, конно-артиллерийского пушечно-гаубичного дивизиона и 76-мм зенитно-артиллерийского дивизиона, эскадрона связи и саперного эскадрона с инженерно-переправочным парком. Кавалерийский полк состоял из четырёх сабельных эскадронов, каждый из которых давал при обыкновенном спешивании около 8 расчётов ручных пулемётов и не более 30—40 стрелков, в полку также имелись пулемётный эскадрон с 16 пулемётами на тачанках, батарея 76-мм облегчённых полковых пушек и спецподразделения. В танковом полку имелись около 50 быстроходных лёгких танков БТ и 10 бронеавтомобилей. В конно-артиллерийском дивизионе имелась одна батарея 120-мм гаубиц и три батареи 76-мм пушек.
1 июля 2-й кк на участке обороны границы сменила 150-я стрелковая дивизия. После смены корпус к 2 июля был выведен в армейский резерв в леса, южнее Кишинёва.
6—7 июля войска армии и 2-го кк готовились к наступлению в направлении Флорешты. Главные силы корпуса были сосредоточены в районе г. Оргеева, а для непосредственного прикрытия флангов 35-го и 48-го стрелковых корпусов были выделены по одному кавалерийскому полку.
9 июля 5-я кд и 9-я кд уже вступили в бои с противником в районе Сынжерея. Против 5-й кд действовал авангард 50-й германской пд (123-й пп), а перед 9-й кд в районе Чучуени, Кошкодены (южнее г. Бэлци на 35 км и северо-восточнее приграничных Скуляны на 20 км), Кишкарени развернулась 5-я румынская пд.
10 июля контрудар был отменён и 2-му кк было приказано отходить за р. Реут.
14 июля произошёл встречный бой в 8—10 км севернее г. Оргеева между полками 5-й кд и 72-м кп 9-й кд и батальонами 50-й германской пд, двигавшейся в колонне на автомобилях. Боем руководил командир корпуса со своего командно-наблюдательного пункта на возвышенности близ Оргеева. Бой был упорным с обеих сторон и кровопролитным, длился весь день и закончился с наступлением темноты. Этот бой явился для корпуса первым тяжёлым испытанием, 5-я кд потеряла около 500 человек убитыми и ранеными. 50-я германская пд тоже понесла крупные потери.
Сосед 2-го кк слева 35-й ск оставил столицу МССР г. Кишинёв, а сосед 2-го кк справа 48-й ск, по приказу командующего армией, начал отход от г. Бэльцы на г. Рыбницу. Левому флангу 2-го кк стала угрожать дивизия противника, двинувшаяся по шоссе Кишинёв — Оргеев. Командир корпуса решил продолжать сковывать действия дивизий противника в районе г. Оргеев подвижной обороной с контратаками небольших сил. Одновременно занимались два оборонительных рубежа, один позади другого и готовился третий. Первый рубеж заняла 9-я кд, а второй — 5-я кд. 9-я кд, имея один полк в резерве, более суток отбивала атаки противника, сама контратаковала силами до полка. Когда её возможности исчерпывались, она отходила, а наступавший противник встречал готовые для обороны полки 5-й кд. В бой вступала 5-я кд.
17 июля на усиление 2-го кк по распоряжению командарма прибыла 15-я моторизованная дивизия. Командир корпуса организовал контратаку силами двух дивизий (5-й кавалерийской и 15-й моторизованной) против 5-й румынской пехотной дивизии, результатом которого был отход противника.
18 июля вечером по приказу командующего войсками 9-й армии генерал-полковника Я. Т. Черевиченко дивизии корпуса начали переправу на восточный берег Днестра у Крыулян. В течение ночи с 18 на 19 июля 5-я кд переправилась.
19 июля 2-й кк получил задачу удерживать оборонительную полосу на Днестре. Центр обороны находился у г. Дубоссары. 5-я кд заняла часть Тираспольского укреплённого района протяжённостью около 20 км. Его гарнизоны были подчинены командиру 5-й кд.
5-я кд, батальоны и артиллерия укреплённого района в течение трёх суток успешно отражали отдельные попытки противника переправиться через Днестр.
22 июля 5-ю кд заменили части 30-й горно-стрелковой дивизии под командованием полковника Гончарова.
23 июля командир корпуса получил приказ о немедленной переброске 2-го кк в направлении г. Котовска. Дивизия начала выдвижение на север для действий на стыке 9-й и 18-й армий.
28 июля 5-я кд находилась на правом фланге корпуса, успешно атаковала противника в 3—5 км западнее г. Балта, застигнув его врасплох, и силами 11-го кп, которым командовал подполковник Зубов, стала его преследовать. Этот полк продвинулся на 15—20 км. Штаб 198-й германской пд понёс потери, германцы бросили несколько танков без горючего, около 40 мотоциклов, сотни велосипедов, несколько десятков машин и другое военное имущество, потеряли убитыми до 300 человек. Успешно действовал и сабельный эскадрон 96-го кп, который прошёл ночью в тыл врага и тем облегчил наступательную задачу 5-й кд. Но в это время на левом фланге корпуса 9-я кд, имея разрыв со своим соседом слева (150-я сд), получила удар противника в свой фланг и тыл. Два её кавалерийских полка были отброшены. Это обстоятельство помешало использовать главные силы 5-й кд для преследования противника, так как часть сил ушла на помощь 9-й кд для восстановления положения.
1 августа по приказу командующего войсками 9-й армии 2-й кк получил оборонительную задачу по удержанию района Пасат, Балта. Вся 9-я армия перешла к обороне.
2 августа 2-й кк был подчинён командующему войсками Южного фронта и получил от него задачу сосредоточиться южнее г. Первомайска (в 2012 г. в Николаевской области).
4 августа 2-й кк совершал марш от г. Балты к г. Первомайску. Ближе к вечеру командир корпуса получил новую задачу от командующего войсками фронта — корпус должен был прикрывать правый фланг 18-й армии не только на правом (западном) берегу Южного Буга, но и на левом (восточном).
Командир корпуса решил 5-ю кд оставить на правом берегу Южного Буга для тесного тактического взаимодействия с 18-й армией, а 9-ю кд переправить через Южный Буг по мосту у г.Вознесенска (в 2012 г. в Николаевской области) для занятия обороны фронтом на север против противника, ожидавшегося из г. Первомайска по левому (восточному) берегу реки.
В первой половине августа дивизия получила пополнение, но танкистов забрали для формирования новых частей.
9-я кд успела переправиться через Южный Буг на восточный берег до захвата германцами г. Вознесенска и закрыла врагу дорогу на г. Николаев. 5-я кд находилась в пятидесяти километрах от неё, на западнном берегу реки. Командир корпуса повёл 5-ю кд на юг, прикрывая правый фланг 18-й армии. Инженерные парки корпуса были развёрнуты на реке в виде моста. Кавалеристы переправились через реку, а за ними начали переправу разрозненные части 18-й армии. На западном берегу Южного Буга остался 136-й кп 9-й кд. Корпус снова был собран в кулак.
9 августа германцы выступили из г. Вознесенска на юг к г. Николаеву, но войска корпуса успели переправиться через Южный Буг и преградили противнику путь к городу.
Командир корпуса получил приказ прикрыть г. Кривой Рог со стороны села Новый Буг. Корпус двинулся в восточном направлении к Новому Бугу.
12 августа в середине дня войска 5-й кд в с. Новый Буг уничтожили моторизованную колонну врага. В это время командный пункт корпуса находился в с. Новая Полтавка.
13 августа ранним утром германцы начали переправляться через реку Ингул, у села Привольное. Колонны противника двинулись на юго-восток, по восточному берегу Ингула, с целью отрезать от г. Николаева советские 18-ю и 9-ю армии. Войска противника начали обтекать корпус с юга и севера. Корпус получил приказ двигаться к Кривому Рогу. Марш проходил через населённый пункт Новая Одесса.
17 августа командующий войсками Южного фронта приказал командиру 2-го кк идти к р. Днепр и переправиться на восточный берег: корпус выводился в резерв.
19 августа штаб корпуса вышел к реке Днепр против населённого пункта Большая Лопатиха и приступил к организации переправы.
21 августа спешенный кавалерийский полк 5-й кд прикрывавший переправу вступил в бой с германскими танками. Противник атаковал с тыла. По нему ударили пушки. Часть вражеских машин прорвалась к окопам, но красноармейцы поджигали их гранатами и бутылками с горючей жидкостью. Девятнадцать танков и бронеавтомобилей потеряли германцы в этом бою. Больше они не решались атаковать. Части корпуса благополучно завершили переправу.
В середине сентября обстановка на Юго-Западном фронте стала чрезвычайно напряжённой, особенно в районе г. Киева. По приказу Ставки Верховного Главнокомандования 2-й кк совершил 400-километровый марш на север, прошёл через г. Полтаву и далее к г. Ромны. В это время корпус был подчинён командующему войсками Юго-Западного направления.
19 сентября дивизия участвовала в составе конно-механизированной группы (1-я гвардейская стрелковая дивизия, 1-я и 129-я танковые бригады) под командованием генерала П. А. Белова в наступлении главными силами в районе г. Ромны, чтобы пробить брешь в кольце вражеских войск, окруживших киевскую группировку Юго-Западного фронта, или хотя бы отвлечь на себя часть сил противника от окружённых советских войск.
К утру 20 сентября противник перебросил сюда дополнительно танковую дивизию. Под нажимом противника советские войска отошли от города и стали закрепляться на новом рубеже.
Через несколько дней две германские танковые дивизии атаковали 5-ю кд, форсировавшую реку Сулу, и прорвали её оборону у населённого пункта Крамаренки, создав угрозу захвата штаба корпуса. Вскоре передовой отряд противника захватил с. Штеповку (в 55 км восточнее г. Ромны и западнее 40 км от г.Сумы). К вечеру немцы подтянули туда крупные силы. Штаб корпуса был переведён в с. Михайловка. Командующий войсками Юго-Западного направления приказал вернуть Штеповку — важный узел дорог. К этому времени без серьёзных потерь 5-я кд отошла на новый рубеж.
Киевская операция (1941). 24 сентября 5-я кавалерийская дивизия 2-го кавалерийского корпуса перешла в наступление на юг в направлении Лохвицы, но там она встретилась с авангардом 9-й немецкой танковой дивизии и вынуждена была остановиться.
30 сентября ранним дождливым утром 2-й кк пошёл в новое наступление на с. Штеповка. С востока двинулась 9-я кд при поддержке 1-й танковой бригады. На правом фланге, заходя в тыл противнику, поднялась в атаку пехота 1-й гвардейской сд. 5-я кд наступала на крайнем левом фланге.
1 октября. Кавалеристы 9-й кд, поддержанные танками, прорвали оборону немцев на северо-восточной окраине села и устремились к центру. С юга в Штеповку ворвались в конном строю несколько эскадронов 5-й кд.
Разгромив противника в Штеповке, советские войска двинулись дальше. За несколько дней они освободили более двадцати населённых пунктов, в том числе районный центр Аполлоновку.
Личный состав корпуса получил благодарность в приказе Военного совета Юго-Западного направления, подписанный С. К. Тимошенко и Н. С. Хрущёвым. Дивизия перешла к обороне, но простояла на месте лишь несколько дней. Весь корпус был переброшен на другое направление.
В дни, когда битва за Харьков достигла наивысшего напряжения, 2-й кк вёл бой за освобождение Богодухова (в 45 км северо-западнее Харькова) с целью нарушить пути снабжения германских войск наступавших на Харьков. Выбить противника из города не удалось и корпус получил приказ прекратить наступление.
Советские войска после длительных и жестоких боёв оставили Харьков. Дивизия уходила на восток. Прошли Белгород, Короча, к 28 октября прибыли в с. Велико-Михайловка. Затем перешли на станции близ Нового Оскола и отправились по железной дороге в распоряжение Ставки Верховного Главнокомандования под Москву.
9 ноября дивизия 2-го кк была включена в состав войск Западного фронта.
26 ноября дивизия преобразована в 1-ю гвардейскую кавалерийскую дивизию.

## Люди связанные с дивизией
- Головский Василий Сергеевич — в 1921—1930 служил в 5 кд в различных полках и на различных должностях (9 кп, 11 кп; с 1924 — в 27 кп, 25 кп);
- Куклин, Павел Филиппович — в 1933—1937 гг. служил начальником штаба 29-го кавалерийского полка (г. Житомир), командир 30-го кавалерийского полка (г. Славута). Впоследствии советский военачальник, полковник.
- Федин, Василий Трофимович (1934—1937) помощник командира 5-го механизированного полка по техчасти. Впоследствии, советский военачальник, генерал-майор т/в.